# Decodon pacificus
Decodon pacificus là một loài cá biển thuộc chi Decodon trong họ Cá bàng chài. Loài này được mô tả lần đầu tiên vào năm 1952.

## Từ nguyên
Từ định danh của loài này được đặt theo tên của Thái Bình Dương (hậu tố icus trong tiếng Latinh nghĩa là "thuộc về"), hàm ý đề cập đến việc mẫu gốc được thu thập tại bờ biển Thái Bình Dương thuộc Nhật Bản (cụ thể là tại Mimase, tỉnh Kōchi).

## Phạm vi phân bố và môi trường sống
D. pacificus có phạm vi phân bố tập trung ở Tây Thái Bình Dương, ít được biết đến hơn ở Ấn Độ Dương (chỉ được ghi nhận ở ngoài khơi Myanmar). Loài này ban đầu được biết đến tại Nhật Bản (bao gồm quần đảo Ryukyu) và đảo Đài Loan, sau đó được ghi nhận thêm tại Palau, ngoài khơi Townsville, Queensland (Úc).
D. pacificus được thu thập trên thềm lục địa và rìa lục địa ở độ sâu khoảng 200 đến 220 m.

## Mô tả
D. pacificus có chiều dài cơ thể tối đa được ghi nhận là 16 cm. Cơ thể phớt hồng với vùng lưng màu vàng, bị đứt đoạn bởi bốn vệt đốm màu hồng nhạt. Hai dải xiên màu vàng tươi phía dưới mắt. Vây lưng và vây hậu môn màu hồng nhạt, chuyển dần sang màu vàng ở phía sau của vây; vây đuôi màu vàng với gốc vây màu hồng.